# Yazd Atash Behram

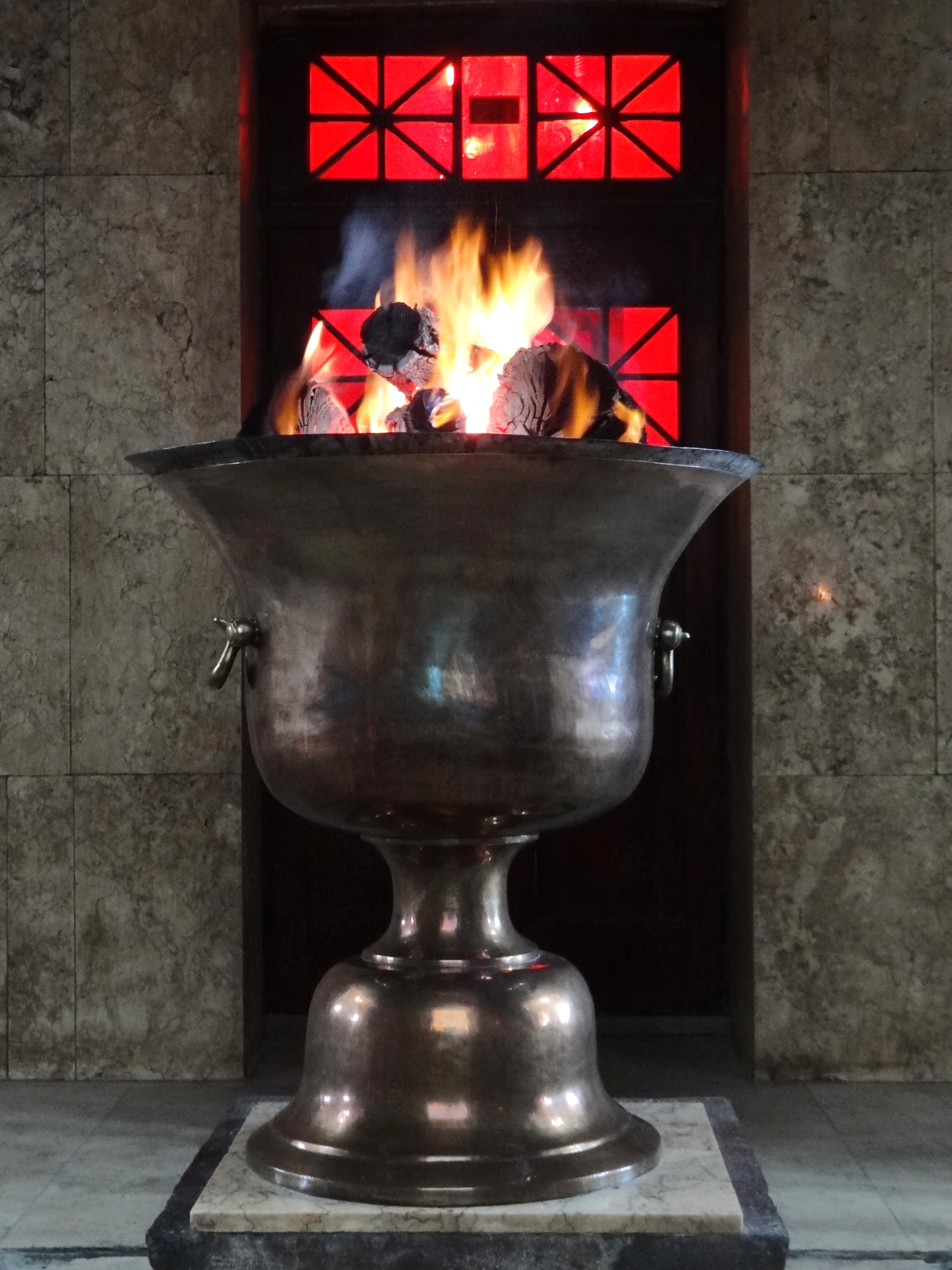
Eeuwige Vlam in de Vuurtempel te Yazd

De Yazd Atash Behram (Perzisch: یزد آتش بهرام), ook bekend als Atashkadeh-e Yazd (آتشکدهٔ یزد), is een zoroastrische vuurtempel die in Yazd, provincie Yazd, Iran staat. In de tempel bevindt zich de Atash Bahram, wat 'zegevierend vuur' betekent. Deze tempel is een van de negen Atash Bahrams en de enige in Iran, waar zoroasters sinds 400 v.Chr. hun religie hebben beoefend. De andere acht Atash Bahrams bevinden zich in India.

## Fotogalerij

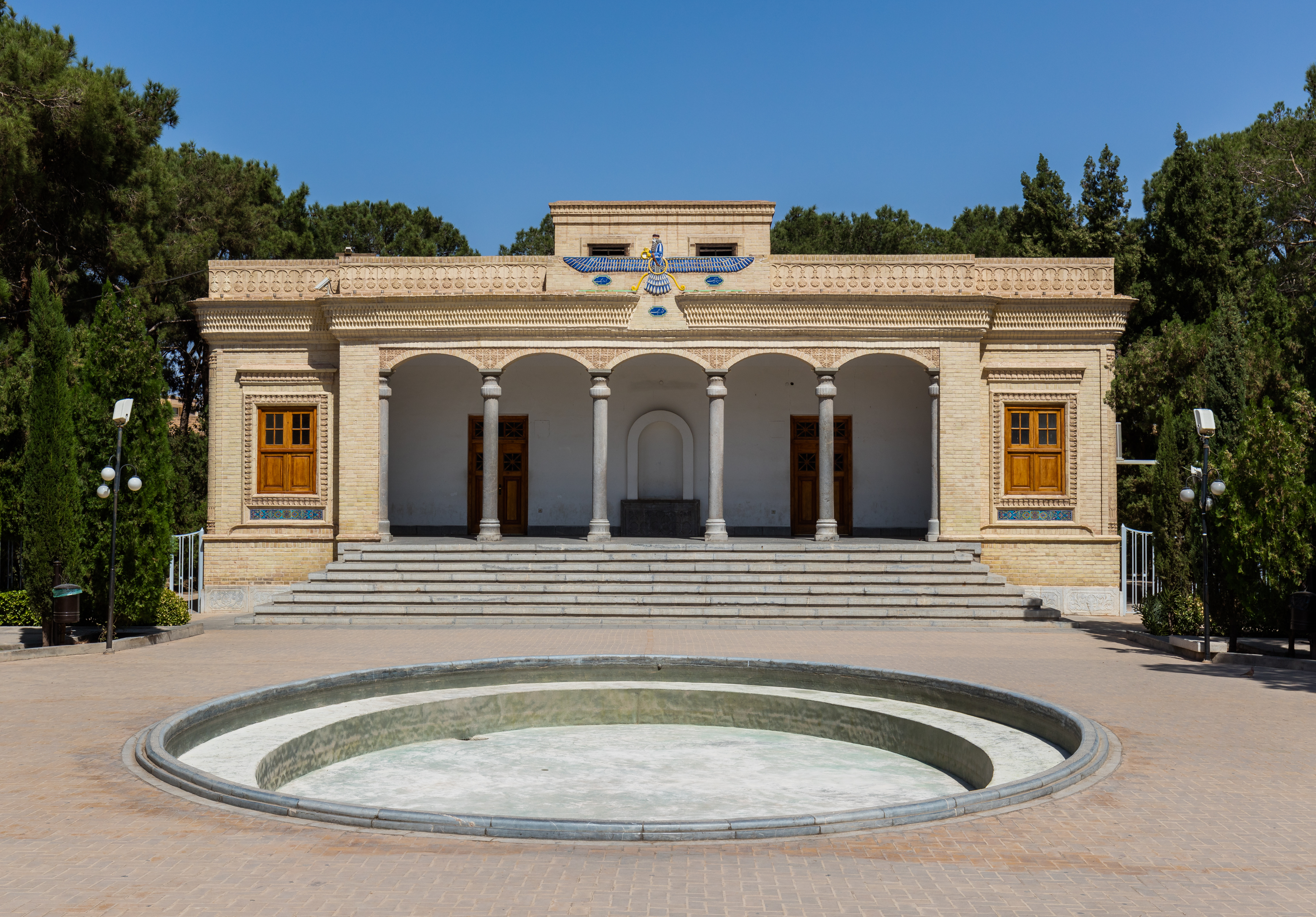
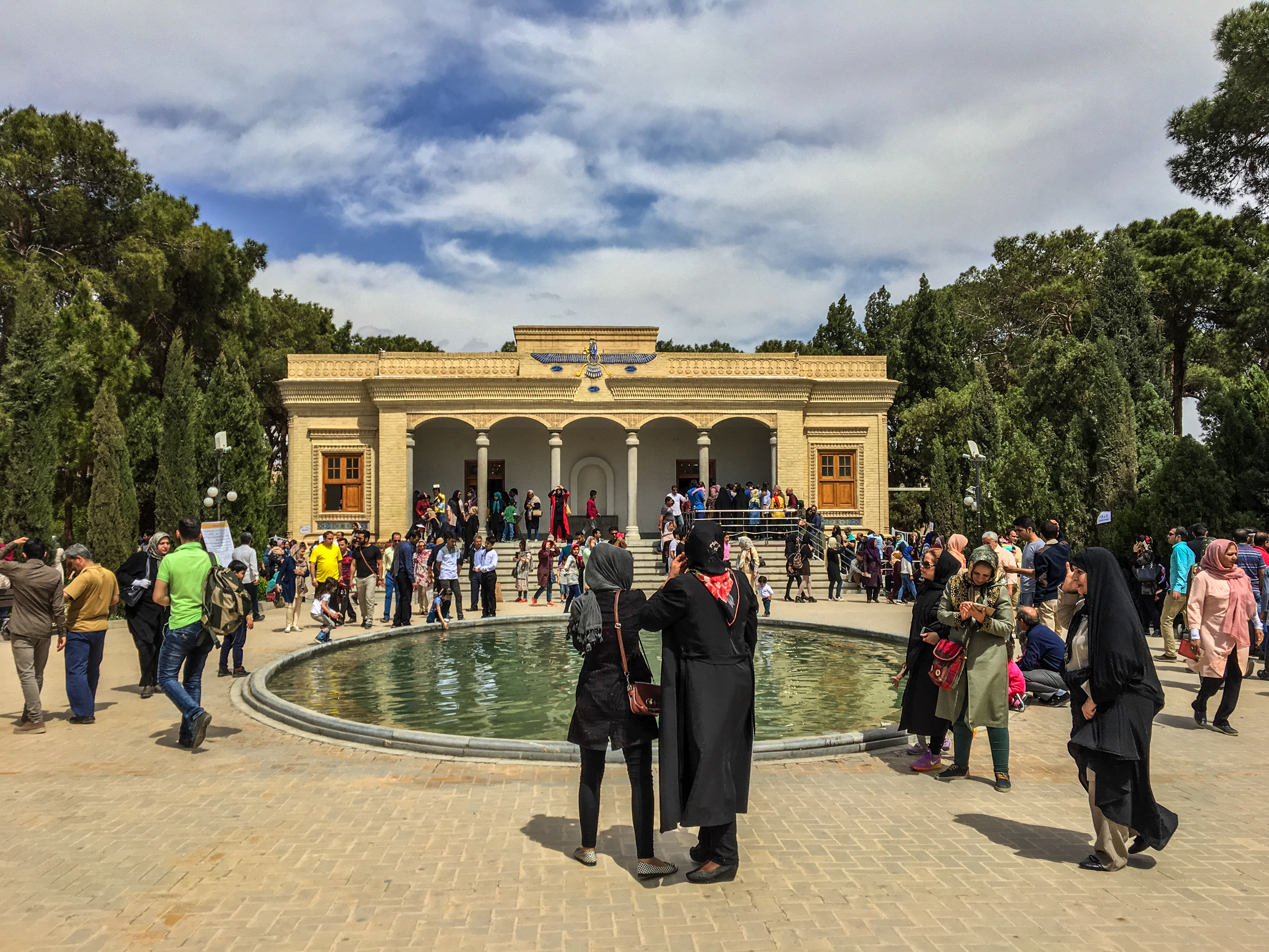
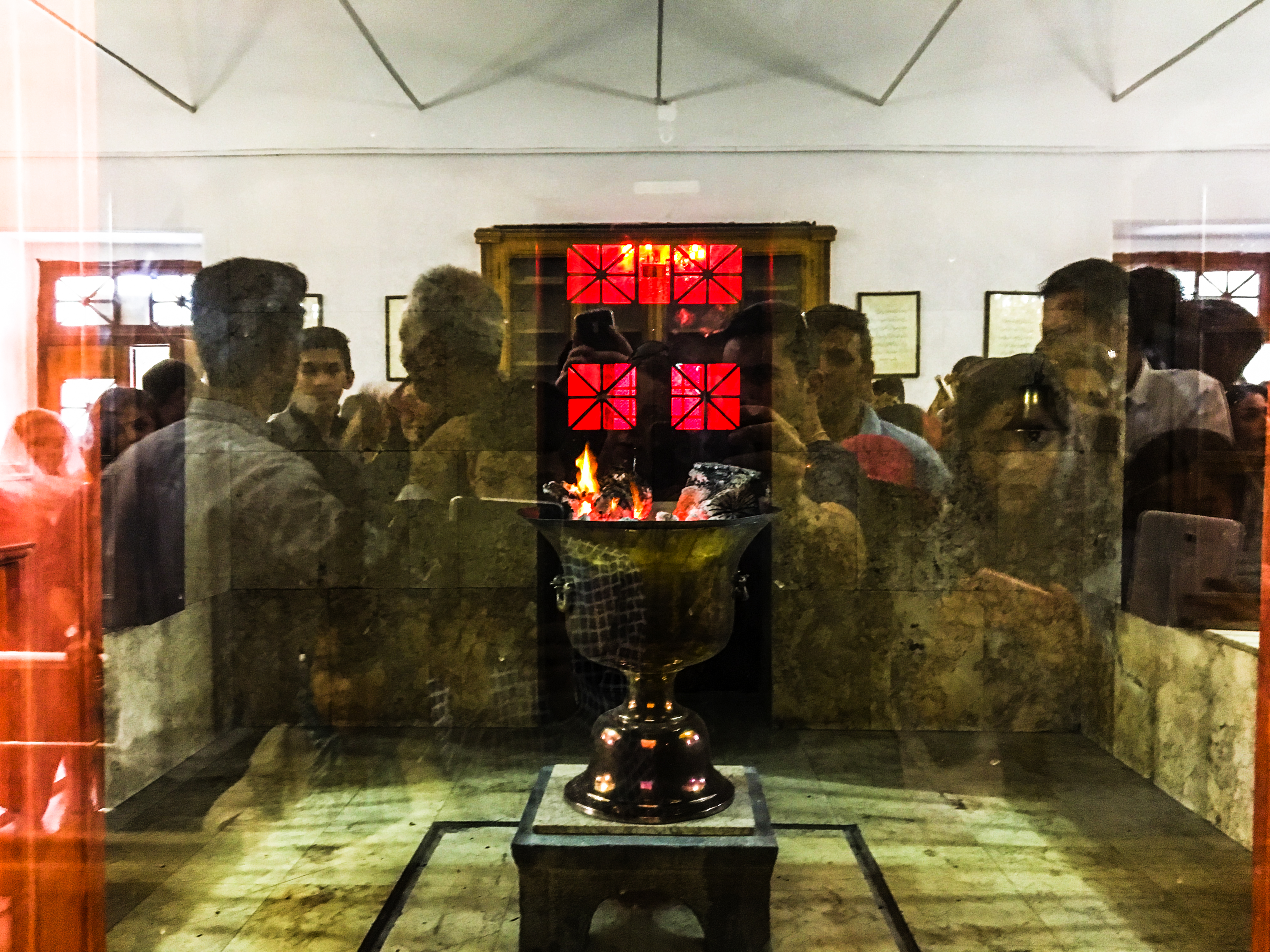
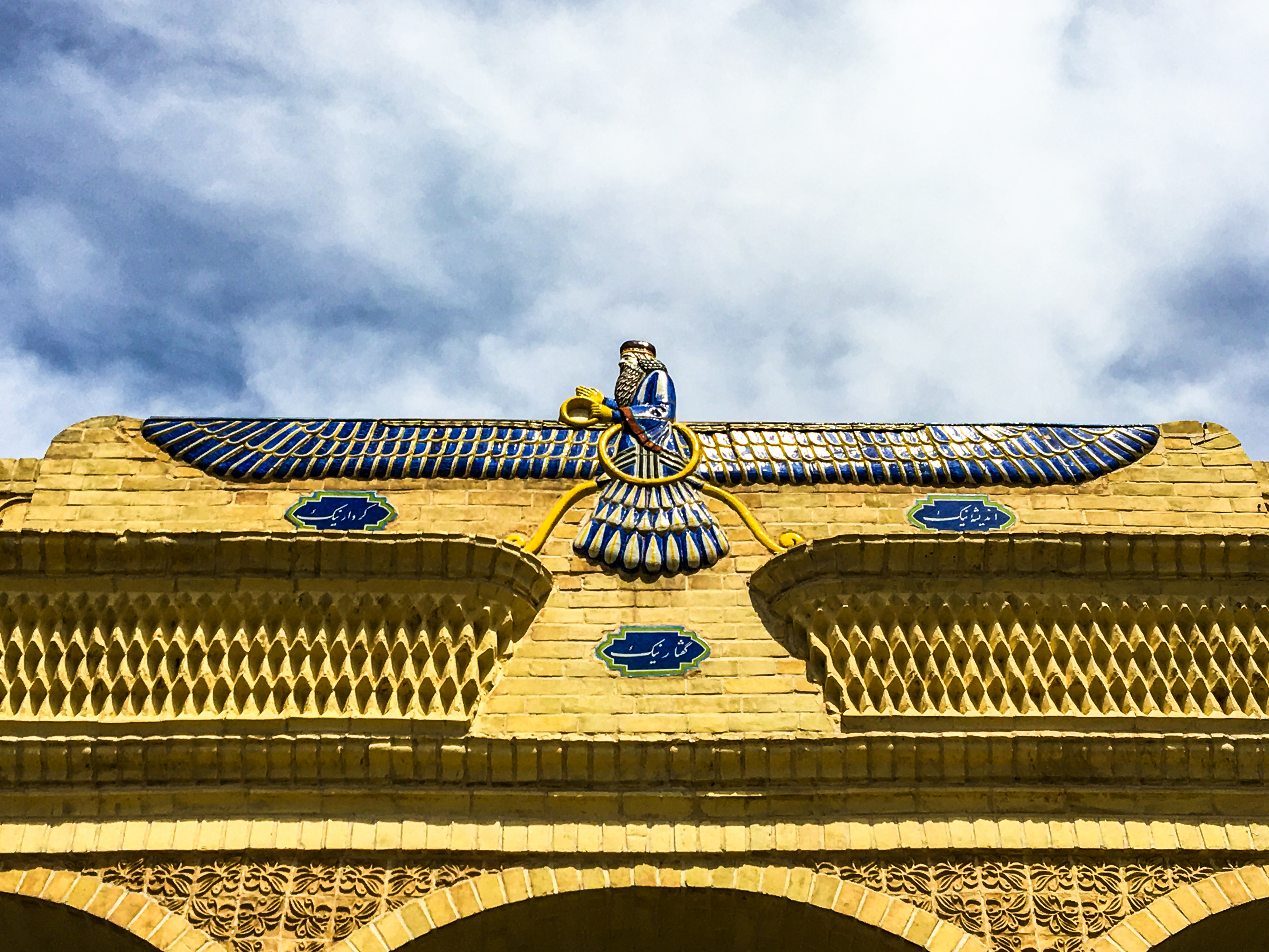
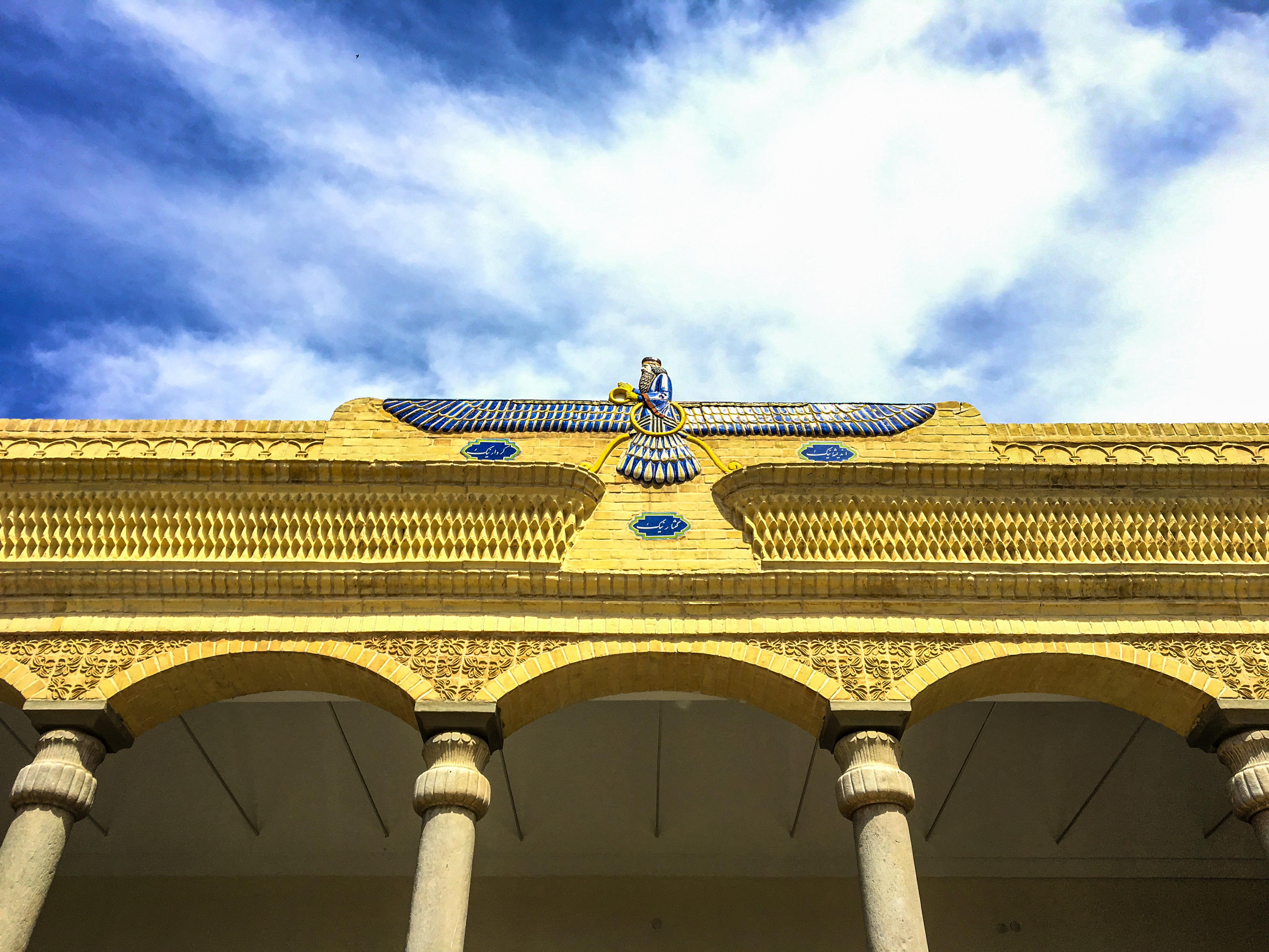
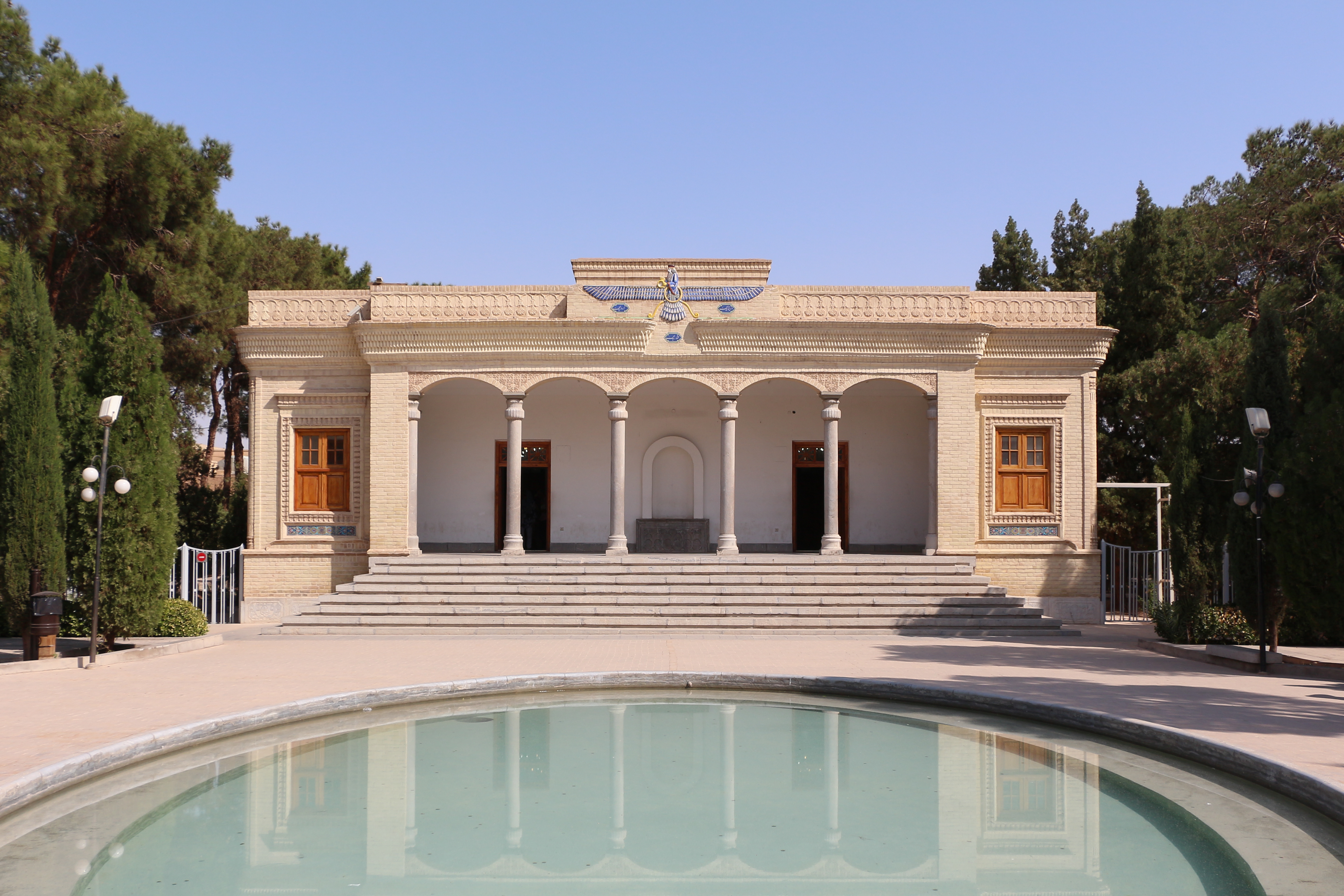
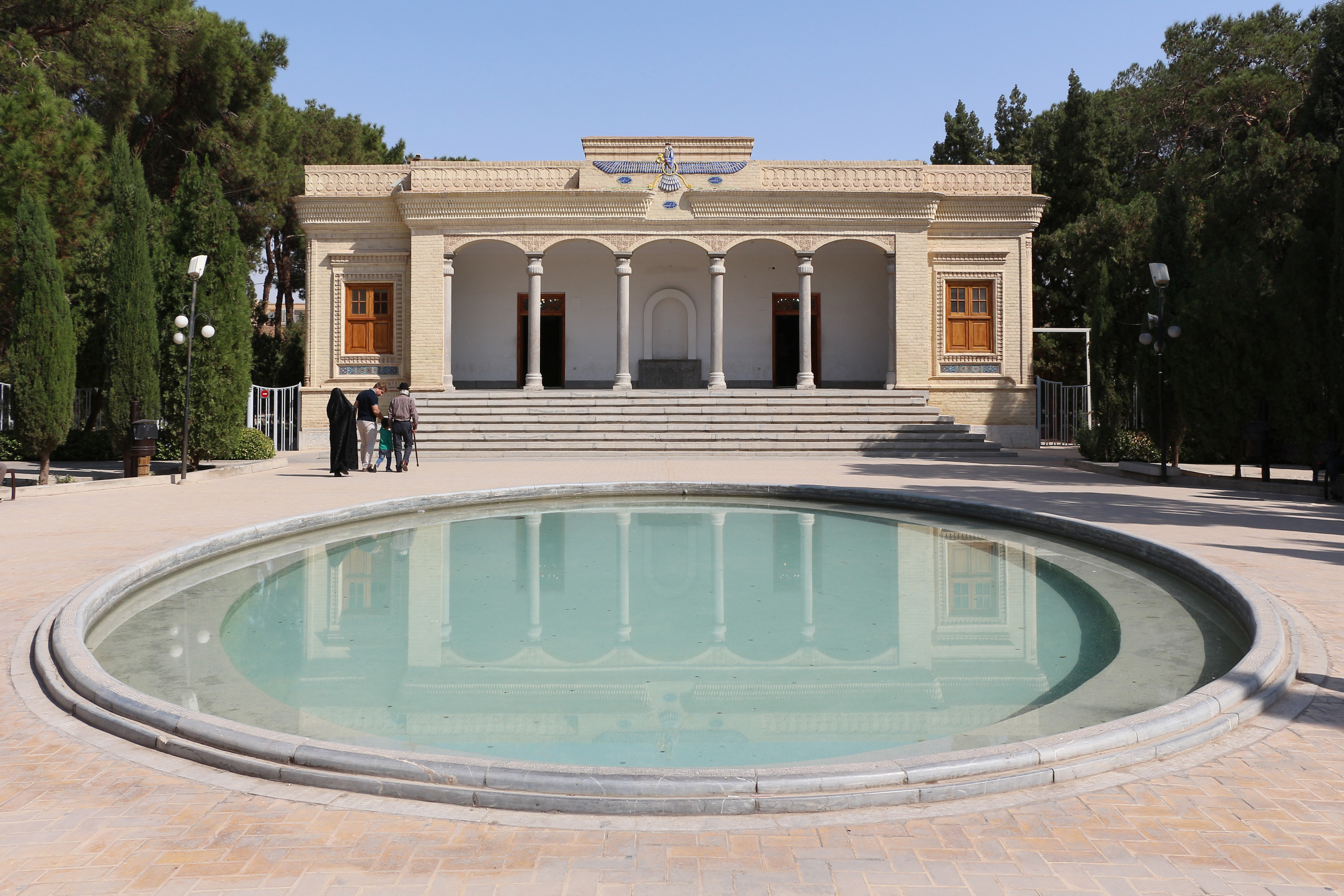